# Zeytinburnu
Zeytinburnu ist eine Stadtgemeinde (Belediye) im gleichnamigen Ilçe (Landkreis) der Provinz Istanbul in der türkischen Marmararegion und gleichzeitig ein Stadtbezirk der 1984 gebildeten Büyükşehir belediyesi İstanbul (Großstadtgemeinde/Metropolprovinz). Zeytinburnu liegt auf der europäischen (thrakischen) Seite der Großstadt und ist seit der Gebietsreform ab 2013 flächen- und einwohnermäßig identisch mit dem Landkreis.

## Geographie

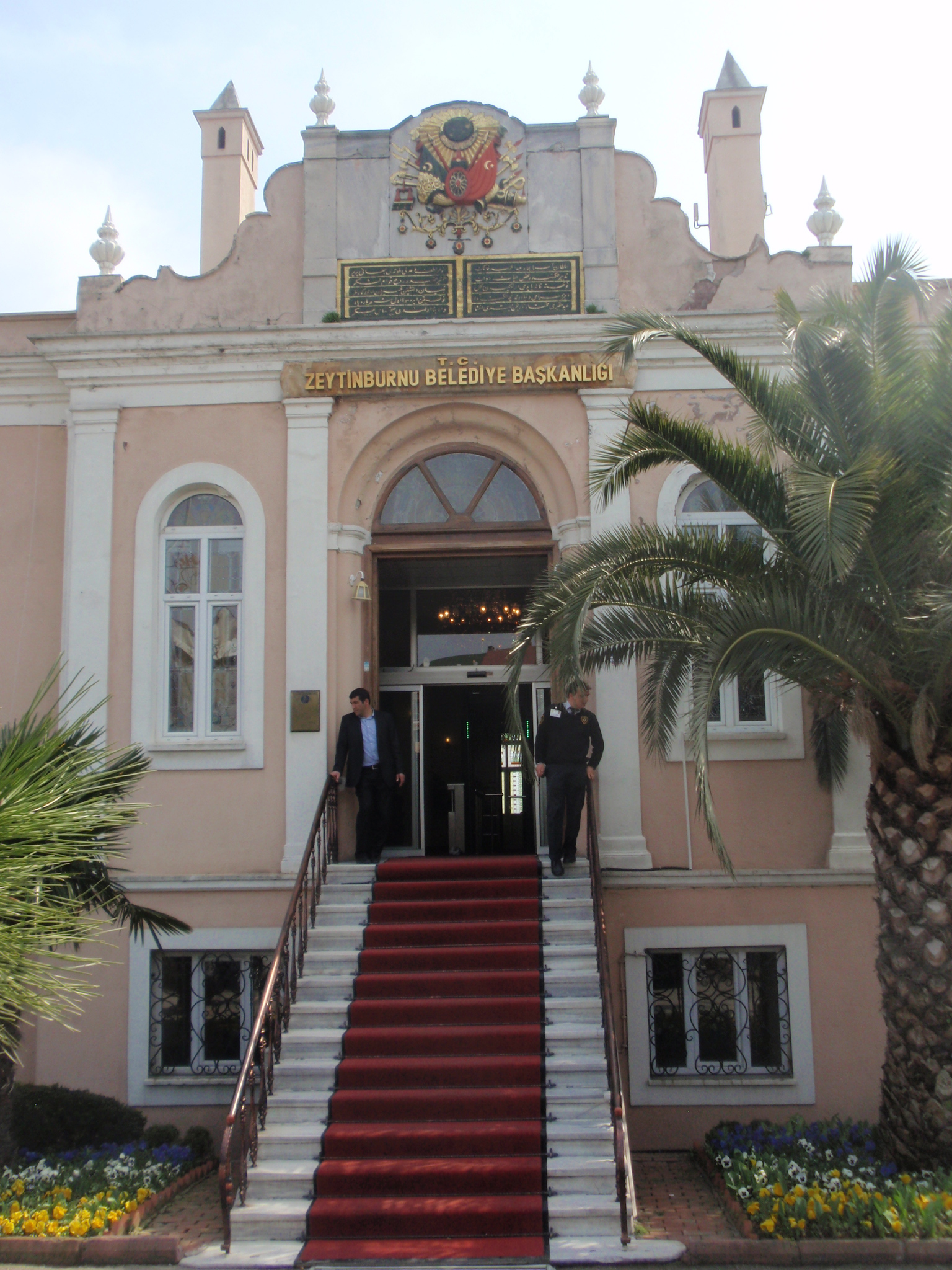
Rathaus von Zeytinburnu

Der Name Zeytinburnu heißt ins Deutsche wörtlich übersetzt Olivennase, wobei aber Burun im Türkischen auch für Landzunge steht. Der Name stammt mit großer Wahrscheinlichkeit von den ehemaligen Olivenplantagen der Gegend und von einer am Marmarameer gelegenen Landzunge, die sich auf dem Gebiet Zeytinburnus befindet.
Der Stadtbezirk gliedert sich in 13 Mahalle (Stadtviertel). In Zeytinburnu gibt es 970 Straßen und 58 Alleen. Im Osten grenzt der Stadtbezirk an Fatih, im Norden an Bayrampaşa, im Westen an Güngören und Bakırköy und im Süden bildet das Marmarameer eine natürliche Grenze. Die deutschen Firmen Hoechst

und Mercedes-Benz unterhalten Produktionswerke in Zeytinburnu.
Da Zeytinburnu laut Expertenmeinungen im Falle eines großen Erdbebens einer der bedrohtesten Stadtbezirke İstanbuls ist, beschloss die Stadtverwaltung İstanbul laut Bekanntgabe vom 18. August 2005, von den 16.000 Gebäuden des Stadtbezirks 2.295 Wohngebäude und 2.893 gewerbliche Gebäude abzureißen und durch erdbebensichere Gebäude zu ersetzen.

## Geschichte und Verwaltung
Die erste Siedlung in Zeytinburnu wurde von einer Sekte, den sogenannten Jerusalem-Pfarrern, kurz nach der Eroberung Konstantinopels durch die Türken, gegründet. Danach entwickelte sich Zeytinburnu zu einem Naherholungsgebiet der Bevölkerung Konstantinopels, und auch die Sultane ließen an der Küste viele Ferienhäuser und Villen errichten. Vor ungefähr 150 Jahren wurde Zeytinburnu zu einem Zentrum des lederverarbeitenden Gewerbes. Dem folgte dann im Jahre 1927 das Textilgewerbe. Infolge der zahlreich geschaffenen Arbeitsplätze stieg die Bevölkerungszahl des Ortes rasant an, und der Ort wandelte sich von einem Ausflugsziel in ein Arbeiterviertel mit großen sozialen Problemen und Spannungen.
Vor 1953 gehörte der Osten Zeytinburnus zum Stadtbezirk Fatih und der Westen zum Stadtbezirk Bakırköy. Seit dem 30. Juli 1953 gehörte Zeytinburnu vollständig zu Fatih, bis es dann am 1. September 1957 ein Landkreis und später auch der 14. Stadtbezirk İstanbuls wurde. Für die Bildung der Stadt Zeytinburnu wurden vom Kreis (Kaza) Bakirköy vier Mahalle des Nahiye Zeytinburnu und vom Kreis Fatih zwei Mahalle des Nahiye Samatya vereinigt. Die Kreisstadt Zeytinburnu war und ist die einzige Ortschaft im Kreis.

## Bevölkerungsentwicklung
Die jährliche Bevölkerungszuwachsrate beträgt durchschnittlich um die 4 %. Diese Zunahme der Bevölkerung rührt von der großen Landflucht der Türkei, aber auch von der Einwanderung hauptsächlich aus Kasachstan, Turkmenistan, Afghanistan und Griechenland (Westthrakien) her.
Nachfolgende Tabelle zeigt die Ergebnisse der Volkszählungen, die E-Books der Originaldokumente entnommen wurden. Sie können nach Suchdateneingabe auf der Bibliotheksseite des TÜIK heruntergeladen werden.
| Einwohner | 17.585 | 88.341 | 102.874 | 117.905 | 123.548 | 124.543 | 147.849 | 165.679 | 247.669 |

Nachfolgende Tabelle zeigt die Bevölkerungsfortschreibung des Kreises/Stadtbezirks Zeytinburnu. Die Daten wurden durch Abfrage über das MEDAS-System des Türkischen Statistikinstituts TÜIK nach Auswahl des Jahres und der Region ermittelt.
| Ergebnisse der Bevölkerungsfortschreibung (ADNKS) | Ergebnisse der Bevölkerungsfortschreibung (ADNKS) | Ergebnisse der Bevölkerungsfortschreibung (ADNKS) | Ergebnisse der Bevölkerungsfortschreibung (ADNKS) | Ergebnisse der Bevölkerungsfortschreibung (ADNKS) | Ergebnisse der Bevölkerungsfortschreibung (ADNKS) | Ergebnisse der Bevölkerungsfortschreibung (ADNKS) | Ergebnisse der Bevölkerungsfortschreibung (ADNKS) | Ergebnisse der Bevölkerungsfortschreibung (ADNKS) | Ergebnisse der Bevölkerungsfortschreibung (ADNKS) | Ergebnisse der Bevölkerungsfortschreibung (ADNKS) | Ergebnisse der Bevölkerungsfortschreibung (ADNKS) | Ergebnisse der Bevölkerungsfortschreibung (ADNKS) | Ergebnisse der Bevölkerungsfortschreibung (ADNKS) | Ergebnisse der Bevölkerungsfortschreibung (ADNKS) |
| ------------------------------------------------- | ------------------------------------------------- | ------------------------------------------------- | ------------------------------------------------- | ------------------------------------------------- | ------------------------------------------------- | ------------------------------------------------- | ------------------------------------------------- | ------------------------------------------------- | ------------------------------------------------- | ------------------------------------------------- | ------------------------------------------------- | ------------------------------------------------- | ------------------------------------------------- | ------------------------------------------------- |
| Jahr                                              | 2007                                              | 2008                                              | 2009                                              | 2010                                              | 2011                                              | 2012                                              | 2013                                              | 2014                                              | 2015                                              | 2016                                              | 2017                                              | 2018                                              | 2019                                              | 2020                                              |
| Einwohner000                                      | 288.743                                           | 288.058                                           | 290.147                                           | 292.430                                           | 293.228                                           | 292.407                                           | 292.313                                           | 287.223                                           | 289.685                                           | 287.897                                           | 287.378                                           | 284.935                                           | 293.574                                           | 283.657                                           |

Die gegenwärtig 13 Mahalle werden im Durchschnitt von 13.820 Menschen bewohnt, 36.753 wohnen im bevölkerungsreichsten (Sümer Mah.).

## Sehenswürdigkeiten
- Byzantinische Landmauer

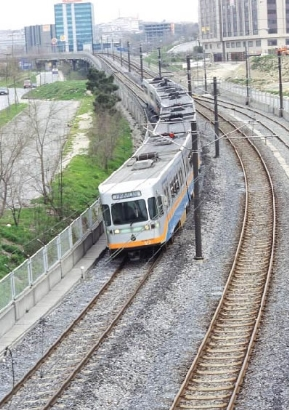
Metro in Zeytinburnu

- Historische Krankenhäuser: Griechisches Krankenhaus Balıklı und Armenisches Surp-Pırgiç-Krankenhaus Yedikule
- Yenikapı Mevlevihanesi[13]
- Kazlıçeşme geschichtlicher Brunnen
- Erikli Baba  Grabstätte
- Seyit Nizam Moschee und Grabstätte
- Merkezefendi Moschee und Grabstätte
- Derya-i Ali Baba Grabstätte
- Obelisk
- Olivium Einkaufszentrum[14]
- Zoohodos Piyi Kirche, in der mehrere orthodoxe Patriarchen bestattet wurden[2]

## Diverses
Der 1953 gegründete Fußballverein Zeytinburnuspor spielte bis 1997 in der 1. Liga, ist aber inzwischen in die 3. Liga abgestiegen.
Der am 19. Januar 2007 ermordete Journalist und Herausgeber der zweisprachigen Wochenzeitung Agos, Hrant Dink, wurde auf dem armenischen Friedhof Balıklı in Zeytinburnu beigesetzt.

## Partnerstädte
- Shkodra, Albanien
- Nerimanov, Aserbaidschan
- Kuala, Aserbaidschan
- Semei, Kasachstan
- Taras, Kasachstan
- Bait Hanun, Palästinensische Autonomiegebiete